# Maecenas-Ehrung
Die Maecenas-Ehrung ist eine vom Arbeitskreis selbständiger Kultur-Institute e.V. (AsKI) seit 1989 verliehene Auszeichnung. Geehrt wurden bis 2007 alle zwei Jahre, seit 2009 im jährlichen Turnus, Persönlichkeiten, die sich durch ihr Handeln in besonderer Weise um Kunst und Kultur in Deutschland verdient gemacht haben. Die Auswahl trifft eine unabhängige Jury.
Mit der Maecenas-Ehrung will der AsKI auf die Bedeutung privater Kulturförderung aufmerksam machen, ihr Wirken der Öffentlichkeit vermitteln und neues Mäzenatentum anregen. Die Maecenas-Ehrung ist undotiert und verbunden mit der Überreichung eines Kunstwerkes oder einer entsprechenden Ehrengabe, ab 2003 mit der Bronzeplastik „Nike“ des Bildhauers Manfred Sihle-Wissel.
Die Bezeichnung „Maecenas“ leitet sich vom Römer Maecenas her, der in augusteischer Zeit Dichter wie Vergil und Horaz förderte.

## Preisträger
- 2024 Irmgard und Robert Rademacher
- 2023 Monika Schnetkamp
- 2022 Nicola Leibinger-Kammüller
- 2021 Anita und Günter Lichtenstein
- 2020 Sabine Schubert
- 2019 Christoph Müller[1]
- 2018 Monika Schoeller
- 2017 Barbara Lambrecht Schadeberg (Sammlung Lambrecht-Schadeberg)
- 2016 Hermann-Hinrich Reemtsma
- 2015 Ursula Haeusgen
- 2014 Wilhelm Winterstein
- 2013 Christian Dräger
- 2012 Sylvia und Friedrich von Metzler
- 2011 Karin und Uwe Hollweg
- 2010 Anne-Sophie Mutter
- 2009 Anette und Udo Brandhorst für ihre Stiftung des Museums Brandhorst
- 2007 Berthold Leibinger
- 2005 Michael-Benedikt von Sachsen-Weimar-Eisenach
- 2003 Günter und Waldtraut Braun
- 2001 Udo van Meeteren
- 1999 Clara Freifrau von Arnim und Wolf-Dietrich Speck von Sternburg
- 1997 Paul Sacher
- 1995 Henri Nannen
- 1993 Marion Ermer
- 1991 Alfred Toepfer
- 1989 Arend Oetker